# Grewcock-Wieselmaki
Der Grewcock-Wieselmaki (Lepilemur grewcocki) ist eine auf Madagaskar lebende Primatenart aus der Gruppe der Wieselmakis innerhalb der Lemuren. Beim Manasamody-Wieselmaki dürfte es sich um die gleiche Art handeln.

## Merkmale
Mit 23 bis 27 Zentimetern Kopfrumpflänge, 27 bis 30 Zentimeter Schwanzlänge und 0,7 bis 0,8 Kilogramm Gewicht zählen Grewcock-Wieselmakis zu den mittelgroßen Vertretern ihrer Gattungen. Die Hinterbeine sind lang und kräftig, der Schwanz lang. Ihr Fell ist überwiegend grau gefärbt, der Bauch ist hellgrau oder weißlich. Am Kopf befindet sich ein dunkler Streifen, der sich bis auf den Rücken erstreckt, der Schwanz ist einheitlich grau. Der Kopf ist rundlich, der Bereich um die Schnauze ist weißlich-rosafarben gefärbt, die Augen sind groß.

## Verbreitung und Lebensweise

Verbreitungsgebiet (rot)

Grewcock-Wieselmakis bewohnen die trockenen Laubwälder im Nordwesten der Insel Madagaskar. Soweit bekannt, bildet die Flüsse Maevarano und Sofia die Nordgrenze und der Fluss Mahajamba die Südgrenze ihres Verbreitungsgebietes.
Über ihre Lebensweise ist kaum etwas bekannt, sie dürfte aber mit der der übrigen Wieselmakis übereinstimmen. Sie sind nachtaktiv und halten sich meist in den Bäumen auf, wo sie sich senkrecht kletternd und springend fortbewegen. Ihre Nahrung dürfte aus Blättern, Früchten, Blüten und anderen Pflanzenteilen bestehen.

## Gefährdung
Hauptbedrohung der Grewcock-Wieselmakis stellt die Zerstörung ihres Lebensraumes dar. Es besteht die Vermutung, dass die Art durch diese einen 80-prozentigen Populationsrückgang erlebt, die IUCN listet sie als „kritisch bedroht“ (critically endangered).

## Systematik und Benennung
Die Art wurde 2006 erstbeschrieben, der Name ehrt Bill und Berniece Grewcock, Unterstützer der Erforschung madagassischer Primaten. 2007 wurde von einer Forschergruppe der Tierärztlichen Hochschule Hannover eine neue Wieselmakiart, der Manasamody-Wieselmaki (Lepilemur manasamody) beschrieben. Die Fundorte der beiden Arten liegen nur 2 Kilometer voneinander entfernt und sind durch keine geographische Barriere getrennt, die Arten ähneln einander sehr. Es besteht daher erheblicher Zweifel, ob es sich beim Manasamody-Wieselmaki um eine gültige Art handeln. Mehrere Untersuchungen sehen die beiden Arten als synonym.